# Премія журналу НІН
Премія журналу НІН або НІН-ова нагорода (серб. НИН-ова награда) — провідна літературна нагорода Сербії (раніше Югославії), яка присуджується журналом «НіН» (серб. Недељне информативне новине). Щороку нею нагороджується автор найкращого на думку журі сербського роману.
Організацією конкурсу опікується редакція найповажнішого сербського тижневика НІН (друкується з 1935) та уповноважене нею журі. До участі допускаються лише книги сербських авторів видані протягом останнього календарного року. Підбиття підсумків та церемонія нагородження проходить у січні наступного року. Звання лауреата НІН-ової нагороди є вкрай престижним, результати конкурсу широко висвітлюються національними ЗМІ, все це практично гарантує твору-переможцю статус бестселера.
Серед лауреатів премії особливо виділяється Оскар Давичо — єдиний до сьогодні, хто зміг здобути три перемоги в конкурсах (1956, 1963, 1964), та єдиний, чиї твори були визнані найкращими два роки поспіль. Першою жінкою-лауреатом стала Дубравка Угрешич у 1988 році. Данило Кіш та Мілислав Савич є двома авторами, що відмовилися від НІН-ової нагороди. 
В 1959 році премія не була вручена, аби стимулювати авторів до написання творів вищого ґатунку.

## Лауреати премії

### За часів Соціалістичної Федеративної Республіки Югославія
- 1954 — Добриця Чосич — «Корени»
- 1955 — Мирко Божич — «Неисплакани»
- 1956 — Оскар Давичо — «Бетон и свици»
- 1957 — Александар Вучо — «Мртве јавке»
- 1958 — Бранко Чопич — «Не тугуј, бронзана стражо»
- 1959 — нагорода не була присуджена
- 1960 — Радомир Константинович — «Излазак»
- 1961 — Добриця Чосич — «Деобе»
- 1962 — Мирослав Крлежа — «Заставе»
- 1963 — Оскар Давичо — «Глади»
- 1964 — Оскар Давичо — «Тајне»
- 1965 — Ранко Маринкович — «Киклоп»
- 1966 — Меша Селімович — «Дервиш и смрт»
- 1967 — Ерих Кош — «Мрежа»
- 1968 — Слободан Новак — «Мириси, злато, тамјан»
- 1969 — Бора Чосич — «Улога моје породице у светској револуцији»
- 1970 — Борислав Пекич — «Ходочашће Арсенија Његована»
- 1971 — Мілош Црнянський — «Роман о Лондону»
- 1972 — Данило Кіш — «Пешчаник»
- 1973 — Михайло Лалич — «Ратна срећа»
- 1974 — Юре Франичевич Плочар — «Вир»
- 1975 — Міодраг Булатович — «Људи са четири прста»
- 1976 — Александар Тишма — «Употреба човека»
- 1977 — Петко Войнич Пурчар — «Дом све даљи»
- 1978 — Мірко Ковач — «Врата од утробе»
- 1979 — Павле Угринов — «Задат живот»
- 1980 — Слободан Селенич — «Пријатељи»
- 1981 — Павао Павлічич — «Вечерњи акт»
- 1982 — Антоніє Исакович — «Трен 2»
- 1983 — Драґослав Михаїлович — «Чизмаши»
- 1984 — Мілорад Павич — «Хазарски речник»
- 1985 — Живоін Павлович — «Зид смрти»
- 1986 — Видосав Стеванович — «Тестамент»
- 1987 — Воя Чоланович — «Зебња на расклапање»
- 1988 — Дубравка Угрешич — «Форсирање романа реке»
- 1989 — Воїслав Лубарда — «Вазнесење»
- 1990 — Мирослав Йосич Вишнич — «Одбрана и пропаст Бодрога у седам бурних годишњих доба»
- 1991 — Мілисав Савич — «Хлеб и страх»

### За часів Союзної Республіки Югославія
- 1992 — Живоін Павлович — «Лапот»
- 1993 — Радослав Петкович — «Судбина и коментари»
- 1994 — Владимир Арсенієвич — «У потпалубљу»
- 1995 — Світлана Велмар-Янкович — «Бездно»
- 1996 — Давид Албахари — «Мамац»
- 1997 — Мілован Данойлич — «Ослободиоци и издајници»
- 1998 — Данило Николич — «Фајронт у Гргетегу»
- 1999 — Максиміліян Еренрайх Остоїч — «Карактеристика»
- 2000 — Горан Петрович — «Крамничка „З легкої руки“»
- 2001 — Зоран Чирич — «Хобо»
- 2002 — Младен Марков — «Укоп оца»

### За часів Союзної держави Сербії та Чорногорії
- 2003 — Владан Матієвич — «Писац издалека»
- 2004 — Владимир Тасич — «Киша и хартија»
- 2005 — Миро Вуксанович — «Семољ земља»

### В сучасній Сербії
- 2006 — Светислав Басара — «Успон и пад Паркинсонове болести»[1]
- 2007 — Драган Великич — «Руски прозор»
- 2008 — Владимир Пиштало — «Тесла, портрет међу маскама»[2]
- 2009 — Гроздана Олуїч — «Гласови у ветру»[3]
- 2010 — Гордана Чирянич — «Оно што одувек желиш»[4]
- 2011 — Слободан Тишма — «Бернардијева соба»
- 2012 — Александар Гаталица — «Велики рат»[5]
- 2013 — Горан Гоцич — «Таи»[6]
- 2014 — Філіп Давид — «Кућа сећања и заборава»[7]
- 2015 — Драган Великич — «Иследник»[8]
- 2016 — Ивана Димич — «Арзамас»[9]
- 2017 — Дејан Атанацкович — «Лузитанија»[10]
- 2018 — Владимир Табашевич — «Заблуда Светог Себастијана»
- 2019 — Саша Ілич — «Пас и контрабас»[9]
- 2020 — Светислав Басара — «Контраендорфин»[9]
- 2021 — Милена Маркович — «Деца»[9]
- 2022 — Даница Вукичевич — «Унутрашње море»[9]